# Tachina refecta
Tachina refecta là một loài ruồi trong họ Tachinidae.